# Ercole de Maria
Ercole de Maria ou Ercolino di Guido (? - 1640) foi um pintor italiano do período barroco. Foi um aluno do pintor Guido Reni.
Ercole imitava e copiava as obras de seu instrutor com tanta precisão que dizia ter enganado o próprio mestre. Malvasia relata que, tendo Guido deixado uma pintura em estado semi-acabado, Ercole a copiou e colocou seu trabalho no cavalete de seu mestre que procedeu a terminá-la, sem descobrir o engano. Seus poderes, no entanto, parecem estar confinados às humildes pretensões de um copista, embora fosse capaz de obter o mais lisonjeiro encorajamento, mesmo em Roma. Ercole foi patrocinado por Urbano VIII que lhe conferiu a honra de cavaleiro. Morreu jovem em Roma, por volta do ano 1640.